# Aubrey (Texas)
Aubrey is een plaats (city) in de Amerikaanse staat Texas, en valt bestuurlijk gezien onder Denton County.

## Demografie
Bij de volkstelling in 2000 werd het aantal inwoners vastgesteld op 1500.
In 2006 is het aantal inwoners door het United States Census Bureau geschat op 2425, een stijging van 925 (61,7%).

## Geografie
Volgens het United States Census Bureau beslaat de plaats een oppervlakte van
5,4 km², geheel bestaande uit land. Aubrey ligt op ongeveer 185 m boven zeeniveau.

## Plaatsen in de nabije omgeving
De onderstaande figuur toont nabijgelegen plaatsen in een straal van 16 km rond Aubrey.

## Geboren in Aubrey
- Louise Tobin (1918-2022), jazzzangeres